# Сельское хозяйство Таиланда

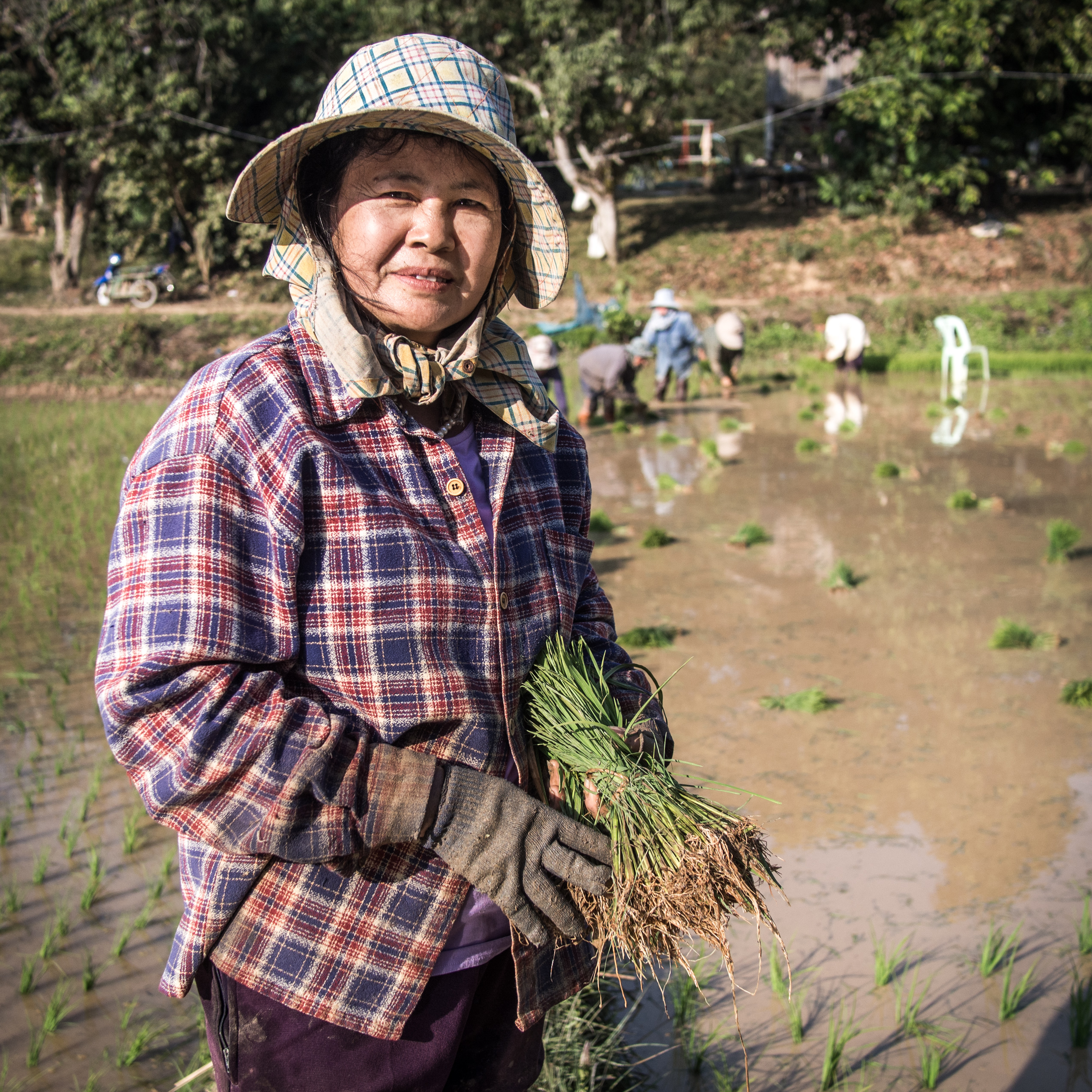
Тайская женщина с побегами молодого риса.

Сельское хозяйство в Таиланде является конкурентоспособной, диверсифицированной и специализированной отраслью; его экспортная продукция очень успешна на международных рынках. Рис — важнейшая сельскохозяйственная культура в стране; Таиланд является одним из главных мировых экспортёров риса. Другие сельскохозяйственные товары, производящиеся в значительных количествах, — рыба и морепродукты, тапиока, каучук, пшеница, сахар и некоторые другие. Экспорт переработанной промышленным способом пищи, такой как консервированный тунец, ананасы и замороженные креветки, находится на подъёме. На севере Таиланда производится кофе сорта «Black ivory».

## История

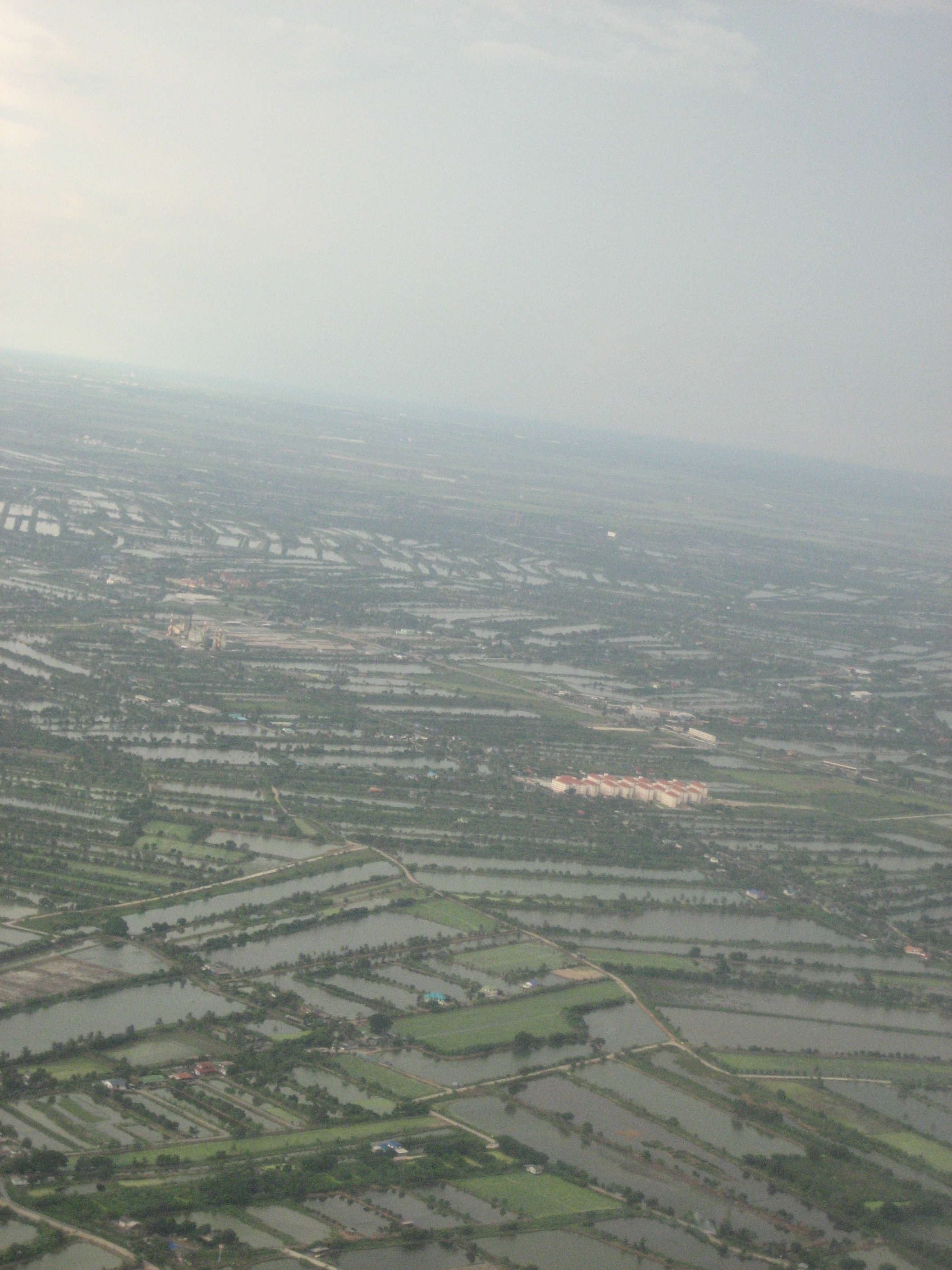
Угодья в сельских пригородах Бангкока.

Развитие тайского сельского хозяйства можно проследить по историческим, научным и социальным аспектам, ставшим причиной уникального подхода современного Таиланда к сельскому хозяйству. После неолитической революции общество в области прошло от охоты и собирательства через фазы агро-городов к империи c государственной религией. Иммиграция народов тай создала подход к устойчивому ведению сельского хозяйства, отличный от большинства других методов ведения сельского хозяйства в мире.
Начиная примерно с 1000-х годов культура клейкого риса определяла административные иерархические структуры в прагматичном обществе, регулярно производящем излишки товарной продукции. Продолжая существовать сегодня, эти структуры связывают рисовое хозяйство с национальной безопасностью и экономическим благополучием. Китайское и европейское влияние использовалось местными сельскохозяйственными предприятиями и инициировало процесс развития сельского хозяйства за счёт увеличения вовлечённого в него населения, пока доступная для ведения хозяйства земля не будет исчерпана.
Последние изменения в таиландском сельском хозяйстве привели к тому, что с 1960 года уровень безработицы снизился с более чем 60 % до менее чем 10 % в 2000-х годах. В этот же период цены на продукты питания снизились вполовину, снизились нехватка продовольствия (с 2550000 семей в 1988 году до 418000 в 2007 году) и недоедание среди детей (с 17 % в 1987 году до 7 % в 2006 году). Такие результаты были достигнуты путём сильного и позитивного вмешательства государства в обеспечении инвестиций в инфраструктуру, образование и доступ к займам и одновременно успешными частными инициативами в агропромышленном секторе. Эти меры способствовали переходу Таиланда к индустриальной экономике.

## Сельское хозяйство в переходный период

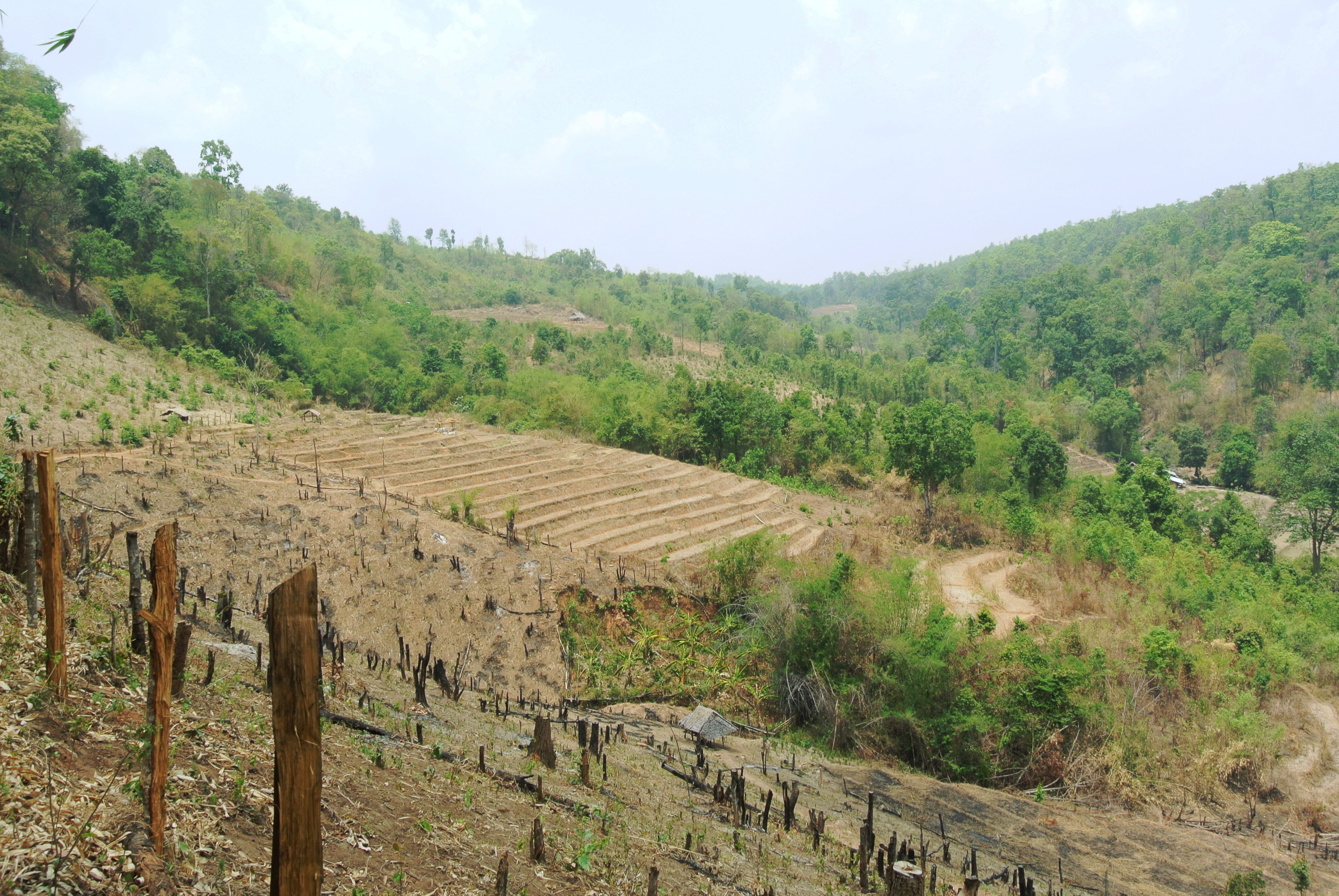
Земли, возделываемые представителями народа каренов, в Северном Таиланде: встречный пал на переднем плане и террасное земледелие.

Сельское хозяйство смогло существенно расшириться в 1960-х и 1970-х годах, как только в него были вовлечены новые земли и безработные, готовые трудиться в этой сфере. Между 1962 и 1983 годами сельскохозяйственный сектор рос на 4,1 % в среднем в год, а в 1980 году в нём было занято более 70 % работающего населения. При этом государство воспринимало развитие сельскохозяйственного сектора как необходимое для индустриализации и экспорта и облагало его налогами, чтобы сохранить внутренние цены на низком уровне и повысить доходы от государственных инвестиций в другие области экономики. По мере развития других секторов рабочие отправлялись на поиски работы в другие секторы экономики, и сельское хозяйство было вынуждено стать менее трудоёмким и более механизированным. Вводимые государством законы вынуждали банки предоставлять дешёвые кредиты сельскохозяйственному сектору, также оно предоставляло ему свои собственные кредиты через Банк сельского хозяйства и сельскохозяйственных кооперативов (BAAC). Государство дополнительно инвестировало в образование, ирригацию и строительство сельских дорог. В результате сельское хозяйство продолжает расти на 2,2 % в период между 1983 и 2007 годами, но при этом сейчас сельское хозяйство обеспечивает только половину рабочих мест на селе, так как фермеры воспользовались инвестициями для диверсификации труда.
Несмотря на то, что сельское хозяйство сократило свои показатели в относительном финансовом значении с точки зрения дохода с ростом индустриализации и американизации Таиланда с 1960 года, оно по-прежнему продолжает обеспечивать существенную занятость населения, самодостаточность, поддержку социальных сельских программ и сохранение традиционной культуры. Глобализация по техническим и экономическим направлениям продолжает преобразовывать сельское хозяйство в пищевую промышленность и тем самым меняет жизнь мелких фермеров до такой степени, что их традиционные экологические и человеческие ценности заметно снизились во всех районах, кроме самых бедных.
Агропромышленность, как применительно к частному сектору, так и к предприятиям, находящимся в государственной собственности, увеличилась с 1960-х годов, и мелкие фермерские хозяйства уже тогда стали частично рассматриваться как последнее реликты прошлого сельского хозяйства, которые современное сельское хозяйство могло модернизировать. Тем не менее интенсивные интегрированные производственные системы мелкого фермерского хозяйства продолжали показывать свою эффективность в «нефинансовых» областях, в том числе социальных льготах, что сейчас сельскохозяйственным сектором, равно как социальным и финансовым секторами при планировании, рассматривается как серьёзное признание их экологической и культурной ценности. «Профессиональные фермеры» составляли 19,5 % всех фермеров в 2004 году.
Уникальные элементы таиландского сельского хозяйства включают ирригационные технологии, история которых охватывает тысячелетия. Оно также имеет административные структуры, которые возникли в связи с контролем расхода воды для нужд сельского хозяйства. Таиланд имеет глобальное лидерство в производстве и экспорте ряда сельскохозяйственных товаров, и его агропромышленный сектор включает одни из крупнейших в мире транснациональных корпораций. В нём всё ещё остаётся потенциал для дальнейшего значительного увеличения производительности с помощью известных технологий.
Таиланд является мировым лидером в производстве и экспорте риса, каучука, консервированных ананасов и чёрных тигровых креветок. Он является ведущей страной в азиатском регионе в экспорте куриного мяса и ряда других товаров и обеспечивает в целом питание населения, в четыре раза превосходящее его собственное. Таиланд также стремится расширить свои позиции в экспорте продукции животноводства.
Таиланд вряд ли сможет быстро индустриализироваться без сотрудничества с Китайской Народной республикой и будет оставаться одной из основных сельскохозяйственных стран мира с социальной, экологической и экономической точки зрения в обозримом будущем.

## Влияние изменения климата на сельское хозяйство

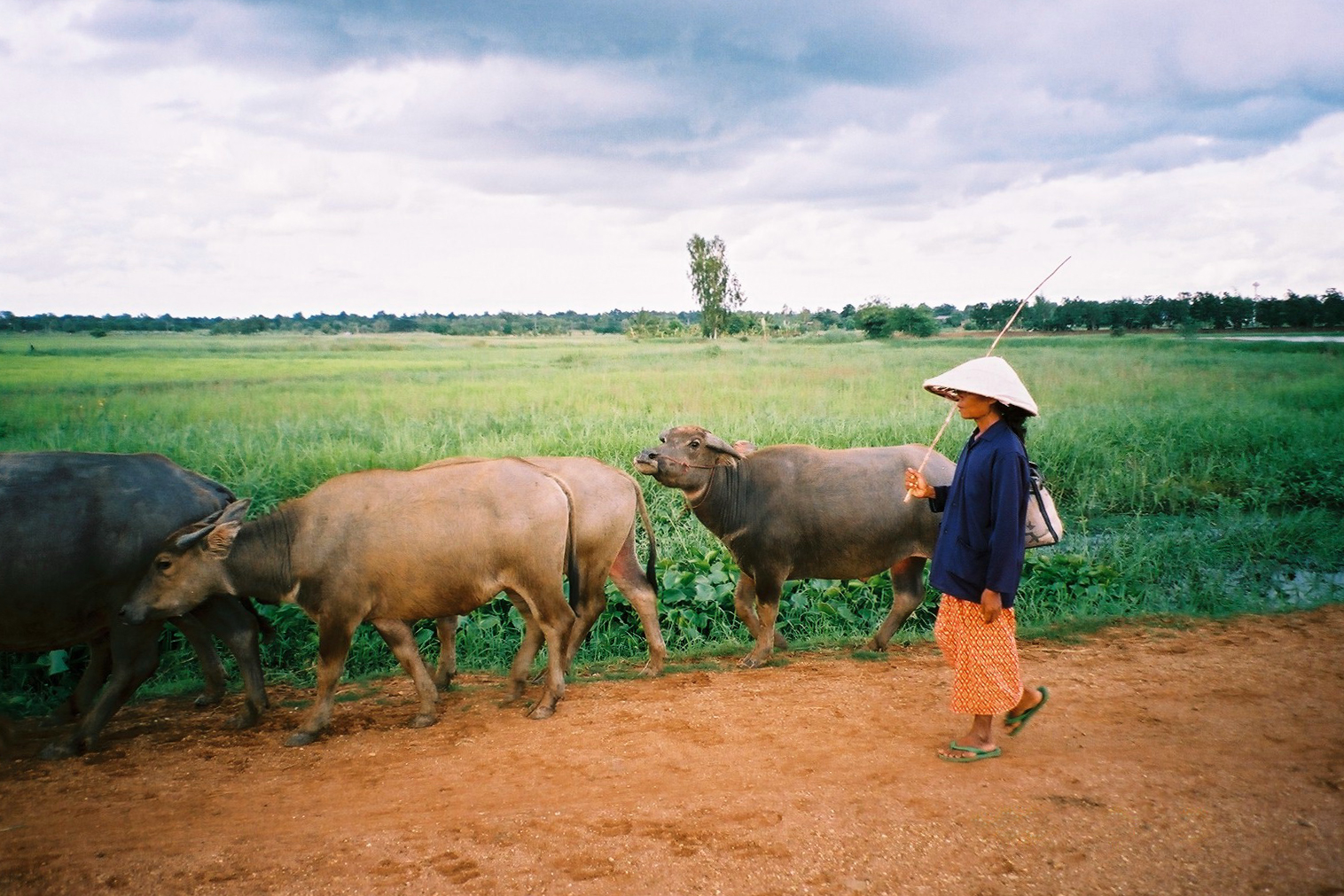
Разведение буйволов в провинции Чайяпхум.

Таиланд является одной из крупнейших сельскохозяйственных стран. Страна была в состоянии оставаться конкурентоспособной по причине её сравнительных преимуществ использования хороших ландшафтов и погодных условий, которые обеспечивают крупные урожаи. Сельское хозяйство даёт примерно 1260000000000 батов в ВВП страны. Однако в связи с тяжёлыми изменениями в мировом климате и ростом температуры Таиланд должен прикладывать значительные усилия, чтобы выдержать это испытание.
По данным департамента катастроф, Таиланд получил большой ущерб от наводнения, случившегося в конце 2011 года. Примерно 4 миллиона рисовых хозяйств тяжело пострадали, около 100 тысяч рыб и креветок в прудах погибли, а потери домашнего скота были оценены в 110500 голов. Ущерб, нанесённый сельскому хозяйству Таиланда, был настолько крупным, что Таиланд перестал входить в число крупнейших мировых сельскохозяйственных держав.
Относительно прогнозов в тенденциях изменения климата предполагается, что температура будет продолжать расти с постоянной скоростью в каждом регионе Таиланда в диапазоне между 1,2-2 °C. Прогнозируется сокращение годового количества осадков в центральном регионе, но увеличение их в северной и северо-восточной части страны. Объём осадков, по прогнозам, составит в среднем около 1400 мм в течение ближайших 5 лет. Фермерам Таиланда советуют быть осведомлёнными о влиянии, которое изменение климата может оказать на их продукцию. Сильный дождь может привести к повреждению корней маниоки в северном регионе, в то время как снижение осадков может повредить плантациям сахарного тростника и риса в центральном регионе. Умеренность и изменение качества воды может привести к снижению качества жизни домашнего скота с влиянием перепадов температур на выживаемость новорождённых и иммунной системы животных.
Таиланд предпринял несколько адапционных программ по данному вопросу. По причине начала глобального потепления были созданы многочисленные политические и инновационные группы для поддержки таиландских фермеров, такие как Национальная стратегия управления изменениями климата и Сельскохозяйственный план по недопущению негативного влияния изменений климата. Эти группы и политические силы создали «Информационный центр знаний об изменениях климата», который предоставляет знания, информацию и результаты исследований, проведённых по этому вопросу, «Управление водными ресурсами в сельскохозяйственном секторе», которое планирует потребление воды и занимается оптимальным регулированием качества воды во многих регионах, и «Управление по ликвидации последствий стихийных бедствий», создавшее комитет, который предсказывает возможные стихийные бедствия и обеспечивает помощь людям, пострадавшим так или иначе в результате стихийных бедствий.